# 涼宮春日的亂鬥
涼宮春日的亂鬥（涼宮ハルヒの亂闘）是一個涼宮春日輕小說系列的同人遊戲系列。此系列一共有三作，分別為《涼宮春日的亂鬥》（涼宮ハルヒの乱闘）、《涼宮春日的超亂鬥》（涼宮ハルヒの超乱闘）以及《涼宮春日的激鬥》（涼宮ハルヒの激闘），由souvenir circ.開發。此遊戲於2008年2月被角川書店以版權為由對其進行警告，由此遊戲就停止了公開，官網亦刪除了該遊戲的所有資料。

## 遊戲背景
此遊戲背景及設定主要來自其原作。有關遊戲背景，可參考涼宮春日系列條目。
另外於最新作《涼宮春日的激鬥》中有加入同屬角川書店的人氣漫畫及動畫，跟涼宮春日系列甚有關連的幸運星的人物。

## 遊戲簡介
本遊戲系列是一個3D格鬥遊戲，共分為三個模式，分別為街機模式（ARCADE MODE）、故事模式（STORY MODE）及自由對戰模式（FREE MODE）。其中故事模式會依循原作故事系列進行，而且在過場的情節中使用了AVG的模式。
涼宮春日裡的主要角色都會在遊戲中出現，最初可用的角色一共有五名，包括阿虛、涼宮春日、長門有希、朝比奈實玖瑠及古泉一樹（《涼宮春日的超亂鬥》中增加了朝倉涼子，而《涼宮春日的激鬥》中增加了虛妹）。另外根據遊戲的進展會有更多的隱藏角色可以使用（《涼宮春日的激鬥》中隱藏角色有包含到幸運星的人物）可以使用。每個角色都會有其必殺技，而且更可以變身為以故事中情節或其他動漫畫惡搞的變身人物。
遊戲中的場地均以涼宮春日系列故事中取材，例如故事主角們就讀的縣立北高體育館、課室等。

## 發行
此系列的初作《涼宮春日的亂鬥》（涼宮ハルヒの乱闘）於C71中正式發行，而其續作《涼宮春日的超亂鬥》（涼宮ハルヒの超乱闘）及《涼宮春日的激鬥》（涼宮ハルヒの激闘）則分別於C72及C73發售。會期結束後亦有繼續於網路上發行，然而因在2008年2月，角川書店的壓力下被迫停售。

## 封禁事件
2008年2月，此同人遊戲系列的原作涼宮春日系列的原作者角川書店因版權的關係向製作方souvenir circ.進行了警告，及後製作方隨即將網頁中對所有該遊戲系列的頁面全部刪除。並將網路發售中的該類商品全部下架。目前官方並無跡象將遊戲重新發行或繼續研發。但還是有玩家能夠在網路上下載，可見在網路上流傳已經廣泛。

## 備註
1. ↑  .   [2008-09-28]. （原始内容存档于2021-01-15）.
2. ↑  .   [2008-09-28]. （原始内容存档于2016-03-04）.
3. ↑  .   [2022-01-09]. （原始内容存档于2010-08-18）.